# Russell Jones
Russell Jones, född 18 maj 1892 i Köpenhamn, död 25 juli 1959 i Stockholm, var en amerikansk-svensk jazzmusiker (banjo, gitarr, cello, fiol och piano) och sångare. Han marknadsfördes som Sveriges populäraste negerhumorist i en annons 1922.
Jones växte upp i Berlin och blev så småningom medlem av den Londonbaserade färgade orkestern The Five Royal Imperials. Russel Jones uppträdde för första gången i Sverige i december 1915. Han spelade sedan på Blanchs Café (enligt vissa uppgifter Cabaret Svarta Katten) och Fenixbiografen i Stockholm. Därefter tycks Russell ha stannat i Sverige.
Under 1920-talet spelade Jones bland annat i Ernst Rolfs revyorkester och ledde även sin egen Syncopeted [sic!] Orchestra. Under namnet Russell Jones Jazzband spelade han 1922 in totalt sex skivsidor för det lilla svenska skivbolaget Skandia. Dessa tycks dock ha gått förlorade. Hans inspelningar med pianisten Sven Rünos orkester påföljande år finns däremot bevarade. Senare framträdde Jones i många år som restaurangmusiker.
Jones var far till skådespelaren och sångerskan Lolita Russell Jones, gift med orkesterledaren Sune Waldimir, senare omgift Bäckman.

## Filmografi roller
- 1949 – Gatan
- 1953 – Resan till dej